# Stigmatopteris gemmipara
Stigmatopteris gemmipara är en träjonväxtart som beskrevs av Carl Frederik Albert Christensen. Stigmatopteris gemmipara ingår i släktet Stigmatopteris och familjen Dryopteridaceae. Inga underarter finns listade.